# Tête de l'Homme
La Tête de l'Homme est un sommet des Alpes françaises situé dans la vallée de l'Ubaye, dans le département des Alpes-de-Haute-Provence, à cheval sur les communes de Meyronnes et Saint-Paul-sur-Ubaye.
Le toponyme Homme, assez courant, est souvent étymologiquement lié à l'orme, toponyme arboricole,. Dans un périmètre proche, il se répète à seulement dix kilomètres au nord-est, mais 700 m plus haut, à une altitude de 3 211 m, au Brec de l'Homme.